# Airedalec
Airedalski terier (angleško Airedale Terrier) je največji med terierji. Ime je dobil po dolini Yorkshiru (v Angliji) kjer so ga vzredili za lov na vidre. Je močan, odločen ter odličen plavalec. Poznamo ga tudi pod imeni Waterside Terrier (Watersideski terier) ali Bingley Terrier.

## Telesne značilnosti
Airedalski terier je močan, mišičast in skladno grajen pes, s trdo, gosto in žimasto dlako. Po telesu mora biti črne ali temno sive barve, glava, uhlji, trebuh in noge pa so svetlorumene ali rdečkaste barve. Ima dolgo in ozko glavo z ravnim čelom. Gobec se končuje s črnim smrčkom. Oči so globoko vsajene, majhne in temne. Uhlji so oblikovani v črko v. Visoko nastavljen rep nosi pokonci. 
- Plečna višina: pes od 58 cm - 61 cm, psica od 56 - 58 cm
- Teža: približno 20 kg

## Značaj
Airedalski terier je vsestranski lovski pes. Uporabljali so ga za lov na vidre, pa tudi medvede, volkove, divje prašiče in jelenjad. Standard so določili leta 1886, Airedalec pa je bil eden prvih psov, ki so služili v britanski vojski. 
Po značaju so prijazni, zvesti, predvsem pa so odlični čuvaji. So zvesti svojemu gospodarju, živahni in igrivi hišni psi, ki imajo radi otroke. Včasih znajo biti nekoliko svojeglavi, zato potrebujejo odločnega in potrpežljivega lastnika. Dlako airedalskega terierja moramo redno trimati in striči. Na dan potrebuje vsaj en dolg sprehod. Živi lahko zunaj, ker pa ne menja dlake je primeren tudi za življenje v hiši.